# Osbern Pentecost
Osbern Pentecost (mort le 27 juillet 1054) est un chevalier normand.

## Biographie
Osbern fait partie des Normands qui accompagnent Édouard le Confesseur à son retour en Angleterre en 1041. Il fait partie des rares propriétaires terriens normands d'Angleterre avant la conquête normande de 1066. Sous la supervision du comte Raoul de Mantes, il construit vers la fin des années 1040 le château de Ewyas Harold, dans le Herefordshire, qui est l'une des premières mottes castrales d'Angleterre.
Au retour d'exil de Godwin de Wessex, en 1052, les Normands sont bannis du royaume. Osbern obtient un laissez-passer du comte Leofric de Mercie qui lui permet de se réfugier en Écosse, à la cour du roi Macbeth. En 1054, lorsque le comte anglais Siward de Northumbrie envahit l'Écosse, Osbern fait partie des Normands qui se battent dans les rangs de l'armée de Macbeth. Il est tué lors d'une grande bataille remportée par Siward qui prend place le jour de la fête des Sept Dormants, le 27 juillet, aux côtés d'un autre Normand nommé Hugues.
Il fut peut-être confondu avec Osbeorn Bulax.